# A könyv népei

Muszlim hívők aránya a világ államaiban, Pew Research Center

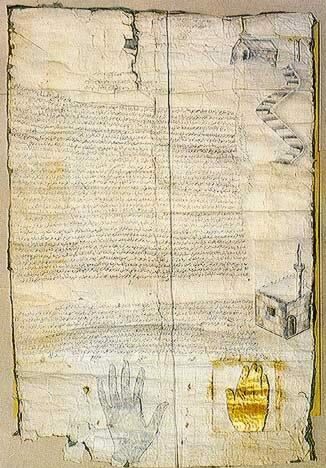
Mohamed próféta védelmi levele a Szent Katalin-kolostor könyvtárában, ő kötött jogvédelmet is tartalmazó szerződést a medinai zsidókkal és keresztényekkel is

A könyv népei (arabul: Ahl al-Kitāb) iszlám kifejezés, amely az ábrahámi vallások másik két fő ágára, azaz a zsidókra és a keresztényekre, továbbá más egyistenhívő csoportokra utal. 
Azok a hívők, akik egyistenhívők, és kinyilatkoztatott könyvek (Tóra, Aveszta, Evangéliumok, Ószövetség, Biblia, Korán) követői, az egyistenhivő keresztények, zsidók és a muszlimok. A védelmi szerződés népe (dzimma), az egyistenhívő nem muszlim vallású hívők összessége. Az első dzimmik a zsidók voltak, majd követték őket a keresztények és más egyistenhívő népek. A saría vallási alapon tesz különbséget a muszlim törvények alkalmazása szempontjából. Más szabályok vonatkoznak a muzulmánokra és a nem muzulmánokra. A saría törvénykezésen kívül a védelmi szerződés (dzimma) határozza meg a muzulmán országok keresztény és zsidó kisebbségeinek életét.